# Lino Pizzi
Lino Pizzi (San Felice sul Panaro, 25 settembre 1942) è un vescovo cattolico italiano, dal 23 gennaio 2018 vescovo emerito di Forlì-Bertinoro.

## Biografia
Nasce a Rivara, frazione di San Felice sul Panaro, in provincia di Modena ed arcidiocesi di Modena-Nonantola, il 25 settembre 1942.

### Formazione e ministero sacerdotale
Compie gli studi in preparazione al sacerdozio nel seminario di Modena.
Il 18 giugno 1966 è ordinato presbitero dall'arcivescovo Giuseppe Amici.
Dopo l'ordinazione sacerdotale frequenta il biennio di liturgia al Pontificio ateneo Sant'Anselmo di Roma, conseguendo la licenza.
Dal 1974 al 1986 presta servizio domenicale a Rivara di San Felice sul Panaro; dal 1978 è canonico del capitolo abbaziale di Nonantola; dal 1986 al 1999 è parroco a Nonantola e, dal 1987, dopo aver conseguito la laurea in liturgia presso Pontificio ateneo Sant'Anselmo, è anche docente di liturgia all'Istituto di Scienze Religiose di Modena e vicario parrocchiale a Finale Emilia.
Dal 1988 è vicario foraneo; dal 1989 è priore del capitolo abbaziale e membro del collegio dei consultori; dal 1996 è membro del consiglio presbiterale diocesano; dal 1997 è vicario episcopale per la liturgia e l'amministrazione; dal 1999 è rettore del seminario di Modena e dal 2003 è canonico del capitolo metropolitano della cattedrale.
Nel 1992 è nominato cappellano di Sua Santità.

### Ministero episcopale
Il 12 novembre 2005 papa Benedetto XVI lo nomina vescovo di Forlì-Bertinoro; succede a Vincenzo Zarri, dimessosi per raggiunti limiti di età. Riceve l'ordinazione episcopale il 22 gennaio 2006, nell'abbazia di Nonantola, dall'arcivescovo Paolo Romeo (poi cardinale), co-consacranti l'arcivescovo-abate Benito Cocchi e il vescovo Vincenzo Zarri. Il 29 gennaio dello stesso anno prende possesso della diocesi.
Il 23 gennaio 2018 papa Francesco accoglie la sua rinuncia al governo pastorale della diocesi per raggiunti limiti di età; gli succede Livio Corazza, del clero di Concordia-Pordenone. Rimane amministratore apostolico della diocesi fino all'ingresso del successore, avvenuto il 22 aprile seguente. Da vescovo emerito fa ritorno nel suo paese natale.

## Genealogia episcopale e successione apostolica
La genealogia episcopale è:
- Cardinale Scipione Rebiba
- Cardinale Giulio Antonio Santori
- Cardinale Girolamo Bernerio, O.P.
- Arcivescovo Galeazzo Sanvitale
- Cardinale Ludovico Ludovisi
- Cardinale Luigi Caetani
- Cardinale Ulderico Carpegna
- Cardinale Paluzzo Paluzzi Altieri degli Albertoni
- Papa Benedetto XIII
- Papa Benedetto XIV
- Papa Clemente XIII
- Cardinale Enrico Benedetto Stuart
- Papa Leone XII
- Cardinale Chiarissimo Falconieri Mellini
- Cardinale Camillo Di Pietro
- Cardinale Mieczysław Halka Ledóchowski
- Cardinale Jan Maurycy Paweł Puzyna de Kosielsko
- Arcivescovo Józef Bilczewski
- Arcivescovo Bolesław Twardowski
- Arcivescovo Eugeniusz Baziak
- Papa Giovanni Paolo II
- Cardinale Paolo Romeo
- Vescovo Lino Pizzi

La successione apostolica è:
- Arcivescovo Erio Castellucci (2015)